# 12135 Terlingen
12135 Terlingen è un asteroide della fascia principale. Scoperto nel 1960, presenta un'orbita caratterizzata da un semiasse maggiore pari a 3,1591887 UA e da un'eccentricità di 0,0875269, inclinata di 12,28148° rispetto all'eclittica.